# 毛長神社
毛長神社（けながじんしゃ）は、埼玉県草加市の神社。

## 歴史
創建年代は不明である。当社の起源については二通りの説がある。
『新編武蔵風土記稿』によれば、毛長沼の向こう側にある東京都足立区の舎人諏訪神社と対になっており、諏訪神社が「男神」で当社が「女神」とされていた。神体は髪の毛であったが、いつの頃からか「髪の毛のような不浄なものを神体にするのはけしからん」ということで、毛長沼に捨てられたという。一方、社伝によれば、昔「万石長者」と称する長者がいたが、ある日竜巻によって長者の家屋敷や家族もろとも巻き上げてしまった。その後、毛長川に数尺の髪の毛が漂っていた。長者には娘がいたことから、その娘の髪の毛ということで、長者の屋敷神だった稲荷神の祠に祀り、長者一家の菩提を弔うために創建した泉蔵院を別当寺にした。その後、泉蔵院の僧侶が神体の髪の毛を鎌倉に持ち逃げしたという。いずれの説にしても、神体の髪の毛は現存していないというところが一致している。
文政年間（1818年 - 1830年）に神祇管領長上吉田家より「毛長神社」の名が与えられた。

## 交通アクセス
- 見沼代親水公園駅より徒歩16分。